# 汝 (姓)
汝（じょ）は、漢姓の一つ。中国・朝鮮において、非常に珍しい姓の一つである。

## 中国の姓
2020年の中華人民共和国の統計では人数順の上位100姓に入っておらず、台湾の2018年の統計では727番目に多い姓で、43人がいる。

### 郡望
- 天水郡
- 江陵郡
- 潁川郡
- 渤海郡

### 著名な人物
- 汝鳩：商の賢人。
- 汝方：商の賢人。
- 汝叔斉：春秋時代の晋の官僚。
- 汝郁：後漢の官僚。
- 汝為：宋朝の官僚。
- 汝可起：明朝の官僚。

## 朝鮮の姓
汝（じょ、ヨ、リョ、朝: 여 (S)려 (N) ）は、朝鮮人の姓の一つである。1930年度国勢調査の時初めて登場した。当時ソウルに1世帯、慶北金泉郡に1世帯、江原淮陽郡に1世帯、計3世帯があった。中国由来の姓である。

### 人口と割合
| 年度   | 人口 | 世帯数 | 順位         | 割合 |
| ------ | ---- | ------ | ------------ | ---- |
| 1960年 | 23人 |        | 258姓232位   |      |
| 1985年 |      |        | 274姓中225位 |      |